# Урумбеглия
 Тази статия е за селото в Турция.  За селото в България, чието старо име е Урумбегли вижте Лесово.  
Урумбеглия, Урум Бегли, Урумбегли или Урумбейли (на турски: İslambeyli) е село в Източна Тракия, Турция, околия Бунархисар, вилает Лозенград (Къркларели).

## География
Селото е разположено на около 20 километра източно от Лозенград (Къркларели) в южното подножие на Странджа.

## История
В 1830 година Урумбеглия има 102 български и 5 турски къщи.
Според „Етнография на вилаетите Адрианопол, Монастир и Салоника“, издадена в Константинопол в 1878 година и отразяваща статистиката на населението от 1873 година, Румбегли (Roumbegly) има 108 домакинства, 30 мюсюлмании 540 българи.
В 1899 година бунархисарският учител Христо Настев с помощта на урумбеглийците Димитър Спиров, Димитър и Костадин Георгиеви (Гогови) и свещеник Д.Загоров основава в селото комитет на ВМОРО. След опустошителната Керемидчиоглува афера в 1900 година бунархисарският главен учител Яни Войнов пренася районния комитет и оцелелите книжа на бунархисарската организация в село Урумбеглия.
Според статистиката на професор Любомир Милетич в 1912 година в селото живеят 210 български екзархийски семейства.
При избухването на Балканската война в 1912 година 34 души от Урумбеглия са доброволци в Македоно-одринското опълчение.
Българското население на Урумбеглия се изселва след Междусъюзническата война в 1913 година. 70 семейства от селото се заселват в Царево, 25 - в Бродилово, 20 - в Ахтопол, други във Варна, Гюльовца и на други места.

## Личности
Родени в Урумбеглия
- Атанас Костадинов, деец на ВМОРО, четник на Михаил Даев[8]
- Георги Димитров, деец на ВМОРО, четник на Михаил Даев[8]
- Димитър Вълков, български свещеник и революционер, служил в родното си село в цьрквата „Света Троица”, убит на 5 август 1903 година по време на Илинденско-Преображенското въстание[9]
- Димитър В. Загоров, български свещеник и революционер, служил в родното си село в цьрквата „Света Троица”[10]
- Димитър Гогов, деец на ВМОРО в Одринско, четник, присъствал на Конгреса на Петрова нива[11]
- Димикър Костов, деец на ВМОРО, четник на Михаил Даев[8]
- Димитър Николов, деец на ВМОРО, четник на Михаил Даев[8]
- Димитър Павлов, деец на ВМОРО, четник на Михаил Даев[8]
- Димитър Спиров (1865 – 1933), български революционер
- Ж. Костадинов, деец на ВМОРО, четник на Михаил Даев[8]
- Кирил Димитров, деец на ВМОРО, четник на Михаил Даев[8]
- Лазар Николов, деец на ВМОРО, четник на Михаил Даев[8]
- Никола Георгов Дупчов, четник в четата на бунархисарския войвода Константин Калканджиев през Илинденско-Преображенското въстание[12]
- Никола Добрев (? – 1916), български военен деец, младши подофицер, загинал през Първата световна война[13]
- Панайот Димитров, български свещеник и революционер, служил в родното си село в цьрквата „Света Троица”[9]
- Райко Димов, деец на ВМОРО, четник на Михаил Даев[8]
- Стамо Пасков, деец на ВМОРО, четник на Михаил Даев[8]
- Янаки Ангелов Маслинков (1876 - след 1943), деец на ВМОРО, четник на Михаил Даев[8]
- Яни Едров, деец на ВМОРО, четник на Михаил Даев[8]
- Яни Христов, деец на ВМОРО, четник на Михаил Даев[8]